# كأس الإمبراطور 1997

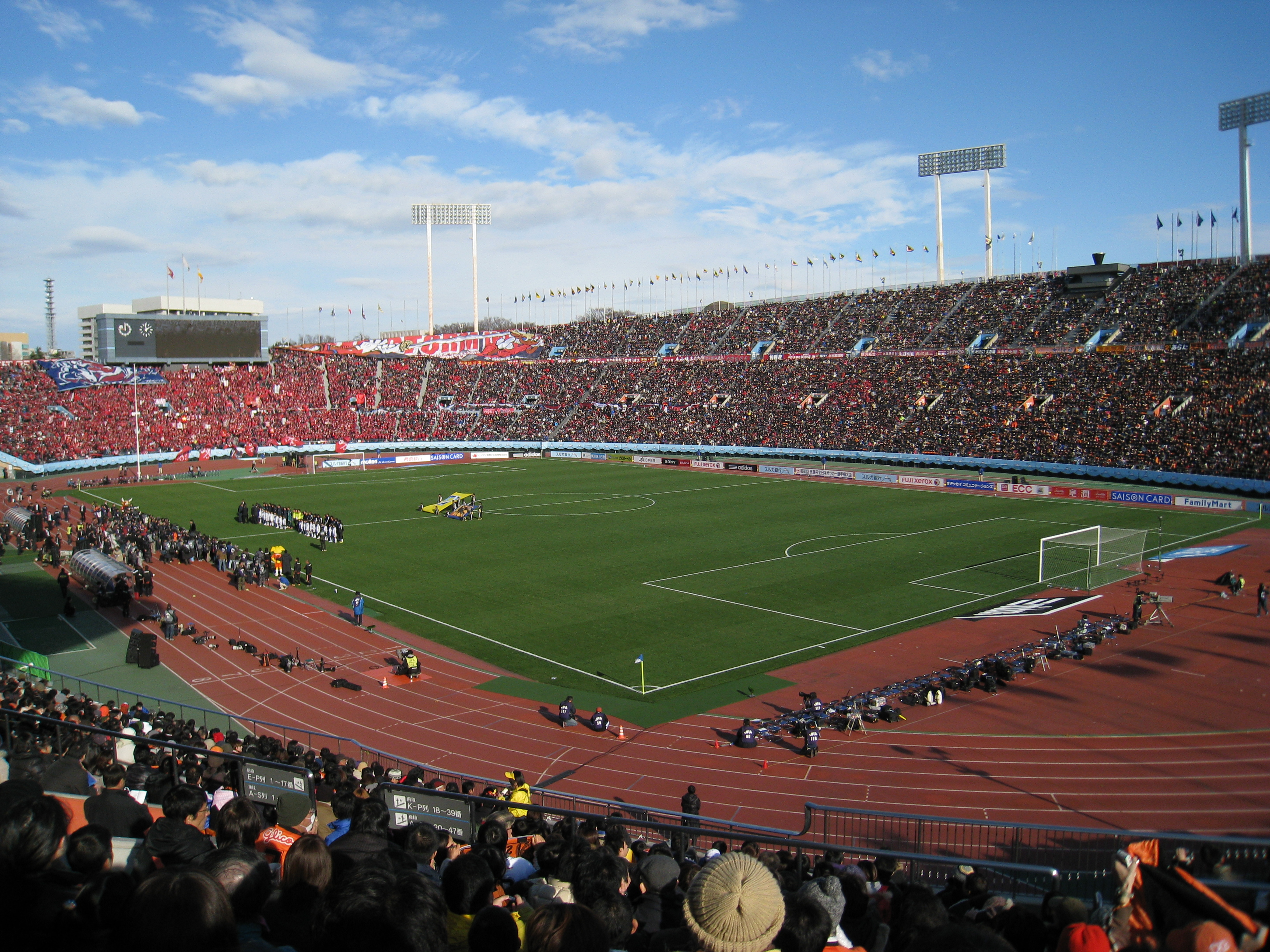
ملعب كوكوريتش كاسوميجاوكا الوطني

كأس الإمبراطور 1997 (باليابانية: 第77回天皇杯全日本サッカー選手権大会) هو الموسم 77 من كأس الإمبراطور. فاز فيه كاشيما أنتلرز.